# Tirian
Tirian (Engels: Tirian) is een personage uit Het laatste gevecht van De Kronieken van Narnia door C.S. Lewis.
Tirian is de laatste koning van Narnia, en de zevende in afstamming van Rilian. Samen met zijn vrienden strijdt hij tegen de overheersing van Narnia door de Calormeners en door de aap Draaier, de vermomde Puzzel en de Tarkaan Rishda.
Als hij samen met zijn vriend, de eenhoorn Juweel, naar het omhakken van de bomen gaat kijken, wordt hij gevangengenomen. Eustaas en Jill komen hem bevrijden, en samen proberen ze de Narniërs ervan te overtuigen dat Draaier een leugenaar is. Dit loopt uit op een strijd bij de stal, die door de troepen van Tirian wordt verloren. 
Samen met Rishda gaat hij de stal in, waar hij Tash tegenkomt. Tash neemt Rishda mee, naar de plaats waar ze horen, maar Tirian is in het nieuwe Narnia, een soort "hemel". Aslan prijst hen voor zijn trouw tot het einde. In het nieuwe Narnia is Aslan altijd aanwezig en bestaat uitsluitend nog geluk.